# Jesper Worre

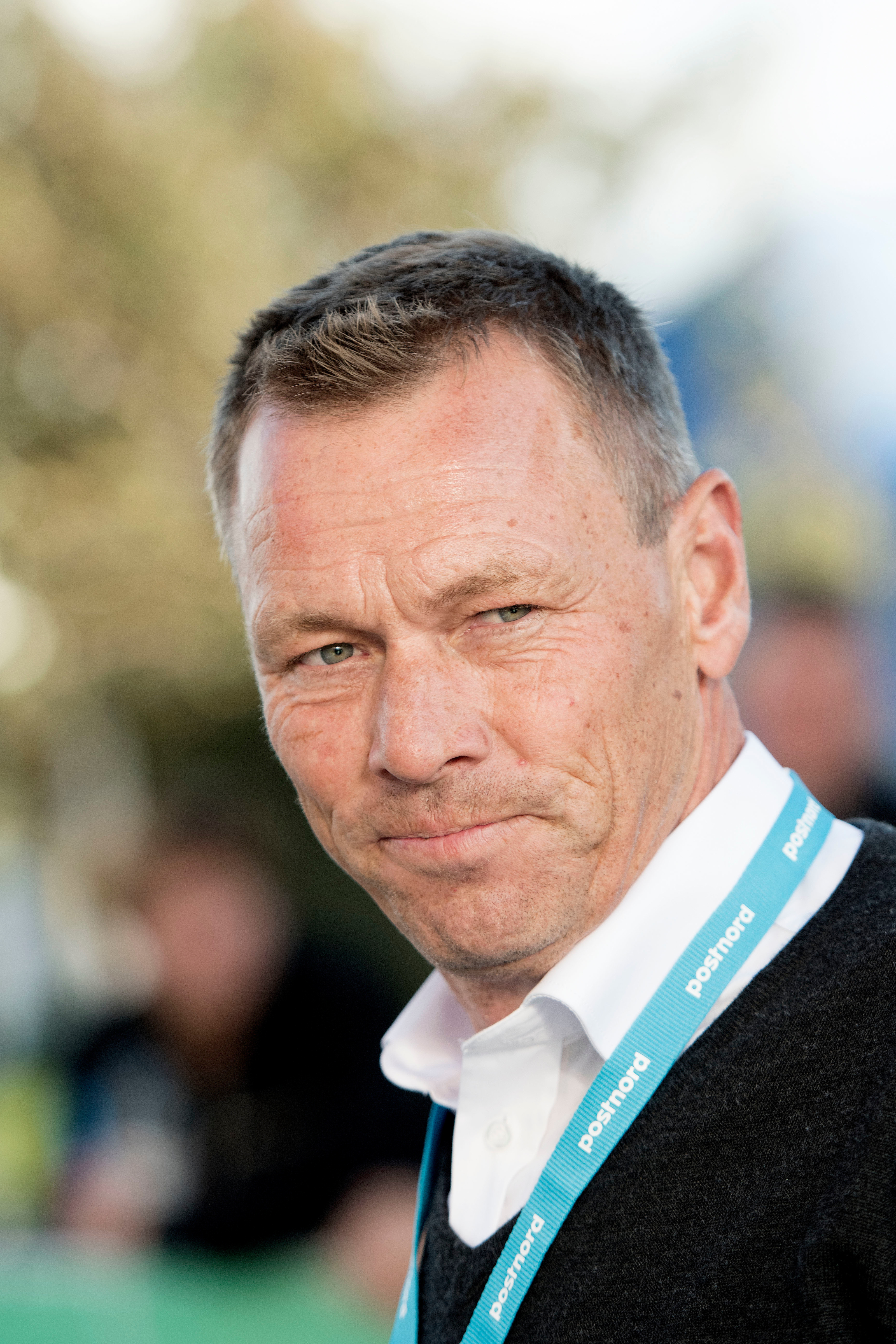
Jesper Worre in 2017

Jesper Worre (Frederiksberg, 15 juni 1959) is een Deens voormalig wielrenner. Hij was beroepsrenner van 1982 tot 1992.

## Belangrijkste overwinningen
1983
- Ronde van Venetië

1984
- 1e etappe Tirreno-Adriatico

1985
- 1e etappe Ronde van Denemarken

1986
- 1e etappe Siciliaanse Wielerweek
- eindklassement Ronde van Denemarken

1988
- 3e etappe Ronde van Zweden
- 7e etappe Deel A Ronde van Zweden
- eindklassement Ronde van Zweden

## Resultaten in voornaamste wedstrijden
| Jaar | Milaan-San Remo | Ronde van Vlaanderen | Luik-Bast.‑Luik |
| ---- | --------------- | -------------------- | --------------- |
| 1985 |                 |                      | 26e             |
| 1986 | 52e             |                      |                 |
| 1987 | 107e            |                      |                 |
| 1988 |                 | 80e                  |                 |
| 1992 | 102e            |                      |                 |

## Ploegen
- 1982-1985 : Sammontana
- 1986 : Santini - Cierre
- 1987 : Selca - Conti - Galli
- 1988-1990 : Café de Colombia
- 1991 : Scott - BiKyle Flyers
- 1992 : Amore & Vita - Fanini

- Virtual International Authority File: 307285993